# (31627) Ulmera
(31627) Ulmera est un astéroïde de la ceinture principale.

## Description
(31627) Ulmera est un astéroïde de la ceinture principale. Il fut découvert le 15 avril 1999 à Socorro (Nouveau-Mexique) par le projet LINEAR. Il présente une orbite caractérisée par un demi-grand axe de 2,39 UA, une excentricité de 0,05 et une inclinaison de 7,4° par rapport à l'écliptique.

## Compléments